# Berkel (cràter)
Berkel és un cràter d'impacte de 23 km de diàmetre de Mercuri. Porta el nom del pintor turc Sabri Berkel (1909-1993), i el seu nom va ser aprovat per la Unió Astronòmica Internacional el 2009.
El cràter conté material fosc en el seu centre i en l'anell que l'envolta. D'altra banda, Berkel està envoltat per un mantell d'ejeccions brillant i un sistema de raigs brillants. Altres cràters en la superfície de Mercuri, com Bashō, també exhibeixen els raigs brillants i els halos foscs. Per contra, dos cràters veïns tenen els raigs brillants però no tenen l'halo fosc.